# Xestoleberis antillea
Xestoleberis antillea is een mosselkreeftjessoort uit de familie van de Xestoleberididae. De wetenschappelijke naam van de soort is voor het eerst geldig gepubliceerd in 1988 door Bold.